# Lafayette College
Lafayette College est une université d'arts libéraux mixte privée située à Easton en Pennsylvanie aux États-Unis. L'école, fondée en 1826 par James Madison Porter (en), fils du général Andrew Porter de Norristown et les citoyens de Easton, a commencé à tenir des classes en 1832. Les fondateurs ont voté pour nommer l'école en hommage à La Fayette, qui visita le pays en 1824 et 1825.
L'université est située sur College Hill à Easton, dans l'aire métropolitaine d'Allentown-Bethlehem-Easton. L'emplacement du campus est à environ 110 km à l'ouest de la ville de New York et 95 km au nord de Philadelphie. Un logement sur le campus est garanti pour tous les étudiants inscrits.
Le corps étudiant, entièrement composé de prégradués, est originaire de 42 états des États-Unis et de 37 pays. Les étudiants de Lafayette sont impliqués dans plus de 250 clubs et organisations, notamment d'athlétisme, des fraternités, des groupes d'intérêts spéciaux et autres des clubs.